# Fernão de Magalhães
Fernão de Magalhães ([magalejnš], španělsky: Fernando Magallanes, latinsky: Ferdinandus Magellanus; jaro 1480, Sabrosa, Portugalsko – 27. dubna 1521, Mactan, Filipíny) byl portugalský mořeplavec, který sloužil španělské koruně. Jeho jméno nese například Magalhãesův průliv nebo také galaxie Velký a Malý Magellanův oblak.
Důkaz o kulatosti Země přinesla výprava, již Magalhães vedl a která ve službách španělského krále Karla V. poprvé obeplula celou zeměkouli. Z pěti lodí po třech letech obeplutí zeměkoule dokončila jen jedna, (Victoria), sám Magalhães zahynul rukama domorodců na Filipínách. V době, kdy Magalhães se svými námořníky uskutečňoval nebezpečnou výpravu, se Španělé zaměřili na dobývání nově objevené Severní Ameriky.

## Mládí a mořeplavby v portugalských službách
Magalhães se narodil ve zchudlé šlechtické rodině v severoportugalské provincii Trás-os-Montes na severovýchodě Portugalska. Jeho otec, Pedro Rui de Magalhães, byl starostou města Sabrosy. Fernão měl dva sourozence, bratra a sestru.
Jeho rodiče zemřeli, když mu bylo deset. Ve dvanácti letech se stal pážetem na královském dvoře Jana II. a královny Eleonory. Zde v Lisabonu se svým bratrancem Franciskem Serrãem pokračoval ve svém vzdělávání. Zaujala ho geografie a astronomie. Byl žákem kartografa a mořeplavce Martina Behaima. V roce 1496 se stal Magalhães panošem, ve svých dvaceti letech se dostal poprvé na moře. V roce 1505 byl poslán do Indie, kde chtěl budoucí místokrál Francisco de Almeida vytvořit vojenské a námořní základny. Zde se také setkal poprvé s bitvou, byl zraněn v bitvě u Kannuru (1506), zúčastnil se bitvy u Díu (1509), podílel se na dobytí Malakky (1511). V roce 1510 byl povýšen na kapitána. Brzy však své velení ztratil, když plachtil na východ bez povolení. Byl nucen se vrátit do Portugalska.
Po svém návratu byl poslán do Maroka, kde v roce 1513 bojoval a zranil si v bitvě koleno. Kvůli tomu až do konce života kulhal. Byl obviněn z nelegálního obchodu s Maury a 15. května 1514 byl propuštěn z portugalských státních služeb. Byl rozhořčen a zřekl se svého národa, přijal španělské jméno Fernando de Magallanes. Za to byl v Portugalsku nařčen, že „ztratil čest“. V roce 1517 se Magalhães odebral do Španělska, kde se oženil. Měl dva syny, kteří zemřeli v mladém věku.

## Ve španělských službách a plavba kolem světa

### Počátek výpravy
Naklonil si biskupa Juana de Fonseca a nabídl své služby španělskému králi. Španělský král Karel V. (Carlos I.) schválil 22. března 1518 vyslání expedice na západ až k „Ostrovům koření“ (Moluky). Flota pak vyplula ze San Lúcaru 20. září 1519. Tvořilo ji pět starých karavel:

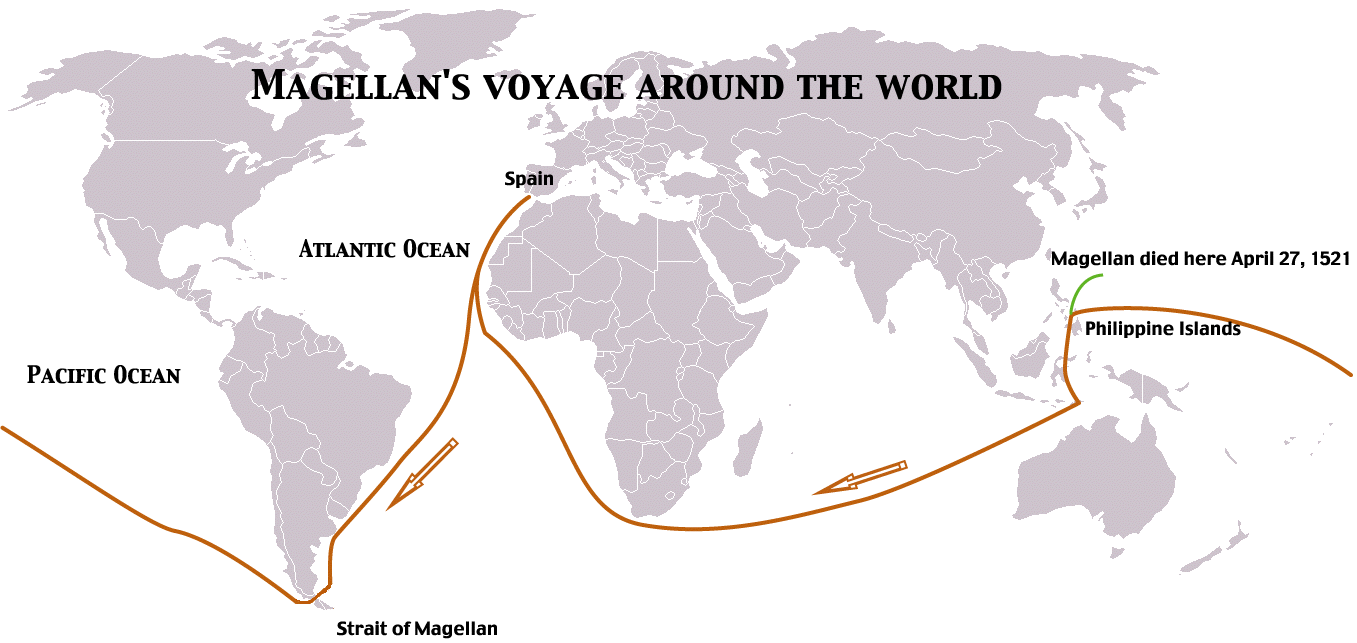
Trasa plavby Fernãa de Magalhães a Juana Sebastiána del Cano

- Trinidad, 130 tun, 55 mužů, kapitán: Fernão de Magalhães (zajata Portugalci na Molukách)
- San Antonio, 130 tun, 60 mužů, kapitán: Juan de Cartagena (dezertovala v Atlantském oceánu u Jižní Ameriky a vrátila se do Španělska)
- Concepción, 90 tun, 45 mužů, kapitán: Gaspar de Quesada (spálena při boji s domorodci na Filipínách)
- Victoria, 90 tun, 42 mužů, kapitán: Luis de Mendoza (jako jediná z pěti lodí výpravy obeplula zeměkouli)
- Santiago, 60 tun, 32 mužů, kapitán: João Serrão (ztroskotala v Atlantském oceánu u Jižní Ameriky)

Posádku lodí tvořili většinou Španělé a Portugalci, ale i jiné národnosti. Významnou postavou se stal italský dobrodruh Antonio Pigafetta, který si o výpravě vedl záznamy a byl jedním z 18 mužů, kteří dokončili obeplutí Země s poslední zbývající lodí výpravy; díky tomu se nám zachovala podrobná zpráva o průběhu cesty. Magalhães ve Španělsku zanechal svou těhotnou ženu Beatriz a dvouletého syna Rodrigueze, přičemž ani manželka, ani potomci se návratu výpravy nedožili.
První Magalhãesovou zastávkou byl ostrov Tenerife na Kanárských ostrovech, kde vypukly první konflikty s podřízenými kapitány.

### Atlantský oceán
Plavba pokračovala přes Atlantský oceán jihozápadním směrem přes rovník. Počasí výpravě příliš nepřálo – vály nepříznivé větry a „...pršelo pak šedesát dnů bez ustání, což odporuje názoru starých mořeplavců.“ Dopluli do zátoky dnešního Ria de Janeira. Juana de Cartagenu, druhého muže floty, musel dát Magalhães za neposlušnost uvěznit.
V následujících měsících se výprava ubírala podél jihoamerických břehů k jihu. Začátkem ledna 1520 prozkoumala ústí La Plata, o němž zpočátku soudili, že jde o hledaný průliv do „Jižního moře“, tedy Tichého oceánu. Nakonec pronikli až do nehostinných patagonských vod. V březnu 1520 se Magalhães rozhodl, že po marných bojích se zimními bouřemi stráví zimu v zálivu pojmenovaném po sv. Juliánovi (Puerto San Julián, 49° jižní šířky). Zde propukla vzpoura, kterou se mu však podařilo potlačit. Hlavní organizátoři za ní zaplatili životem, dva muži byli vysazeni na patagonské pobřeží.
Dne 24. srpna 1520 vyrazili na jih, ale téměř dva měsíce strávili u ústí řeky Santa Cruz na 50° jižní šířky. Po chvíli také Magalhães přichází o svoji první loď – Santiago, která byla zničena v bouři. Další loď, San Antonio, dezertovala a vrátila se nazpět do Španělska, kde hlavního kapitána obvinila z kolaborace s Portugalci a vzpouře proti španělskému králi, čímž Magalhães upadl v nemilost.
Dne 21. října 1520 objevili mezi Ohňovou zemí a dnešním Chile ústí hledaného průlivu. Průliv kapitán nazval „Kanál všech svatých“, ale námořníky byl pojmenován Magalhãesův průliv; toto jméno nese dodnes. Průliv zdolali za 38 dní, což může být otázka náhody, neboť i pro zkušené kapitány je to i dnes obtížná plavba. Tímto průlivem 28. listopadu 1520 propluly tři zbývající lodě do Tichého oceánu, když předtím největší loď San Antonio se zásobou potravin flotu opustila.

### Tichý oceán
Magalhães předpokládal, že cesta na Moluky bude trvat už jen několik dní, avšak protáhla se na téměř čtyři měsíce. Za tu dobu výpravě počasí přálo – vál příznivý vítr a nepotkala je ani žádná bouře. Proto bylo Jižní moře Magellanem překřtěno na Tichý oceán (španělsky El mar pacífico = klidné, tiché moře).

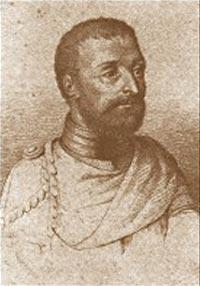
Antonio Pigafetta

Pluli na sever, aby se dostali z nepříznivého podnebí, ale tak nešťastně, že neviděli západní pobřeží Jižní Ameriky. Výprava skoro čtyři měsíce nenarazila na kousek země, posádku trápil hlad, žízeň a většina mužstva onemocněla kurdějemi. Jejich strádání popsal Antonio Pigafetta takto:
| „                   | Tři měsíce a 20 dnů jsme vůbec neměli čerstvou stravu. Jedli jsme suchary, vlastně ne už suchary, ale jen prach s hrstmi červů smíchaný, protože ti to lepší sežrali; smrděly velmi myšími chcánkami a vodu žlutou, až shnilou jsme pili po mnoho dnů, a také hovězí kůže jsme jedli, co byly na hlavním stěžni, aby se nepředřel. Od slunce i od dešťů a větrů byly velice tvrdé. Nechávali jsme je čtyři až pět dnů v moři namočené, pak jsme je na chvíli položili na řeřavé uhlí a tak jsme je jedli, a často i piliny z prken. Krysy se prodávaly za půl dukátu jedna, jen kdyby jich bylo dost... Pevně věřím, že takovou cestu už nikdo nikdy nevykoná | “ |
| — Antonio Pigafetta | |   |

Minuli jen dva skalnaté ostrovy. Po překročení rovníku změnili kurz na západ a naštěstí 6. března 1521 dorazili na Marianské ostrovy, kde nalezli spoustu jídla a pití. Dne 9. března výprava opět vyplouvá a 16. března dorazili námořníci na ostrov Homonhon na Filipínách. V tuto dobu měla výprava 150 mužů.

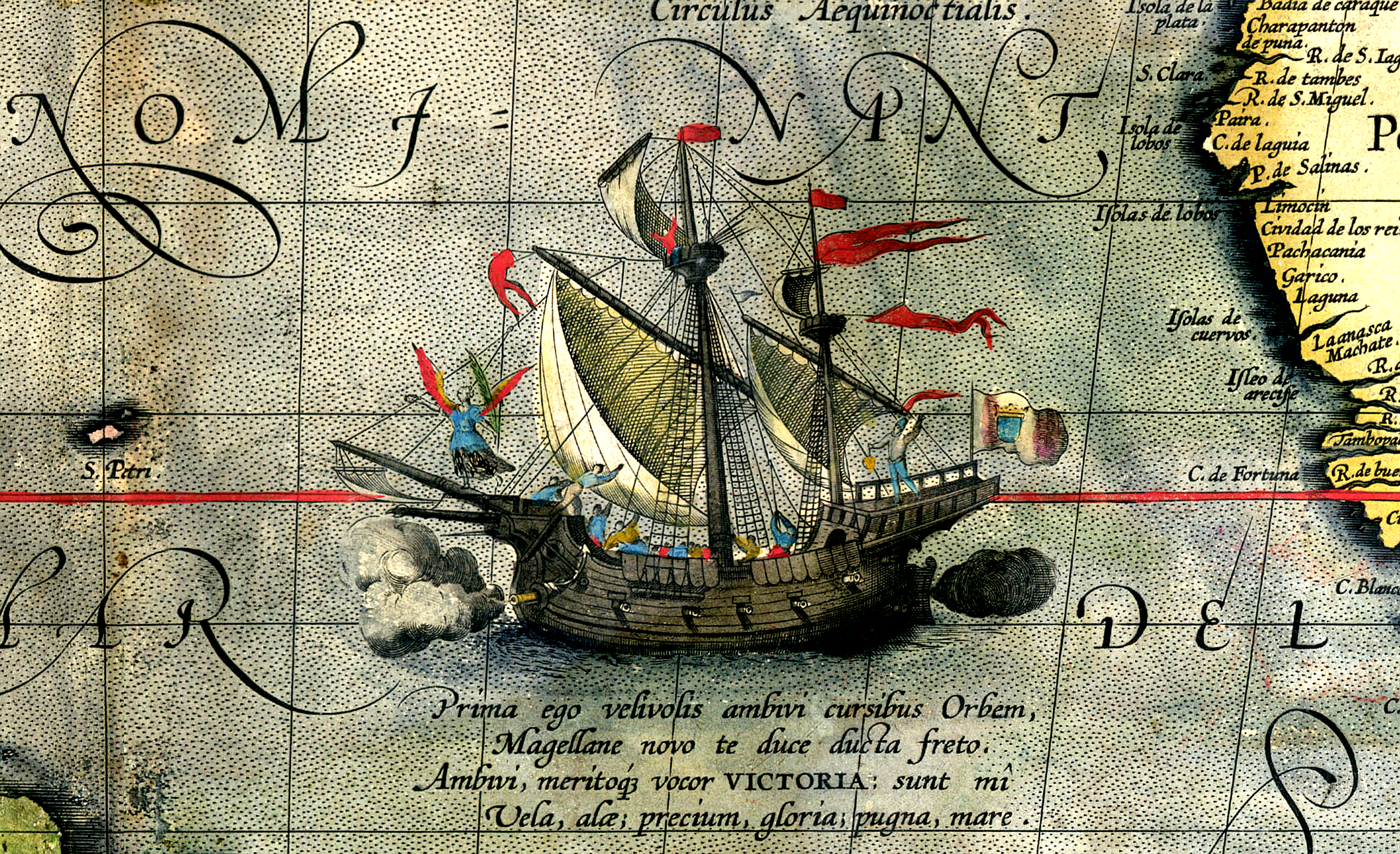
Detail mapy z roku 1590 zobrazující loď Victoria

Magalhães mohl komunikovat se zdejšími domorodci, protože jeho otrok – malajský tlumočník – se uměl domluvit jejich jazykem. Zde si vyměnil dary s králem Limasawy rádžou Ka Lambem. Ka Lambo je pozval na ostrov Cebu, kde se vylodili 7. dubna 1521. Přivítal je zdejší král rádža Humabon a přijal křesťanství. Tomu také Magalhães slíbil, že mu pomůže ve válce proti sousednímu kmenu na ostrově Mactan. V bitvě 27. dubna 1521 byl Magalhães na ostrově Mactan zabit domorodci vedenými náčelníkem jménem Lapu-Lapu.

### Výprava po Magalhãesově smrti

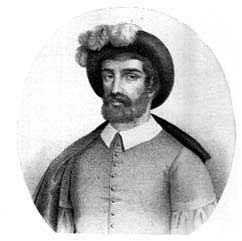
Juan Sebastián del Cano

Do čela výpravy se pak postavil Juan Sebastián del Cano, původně kormidelník lodi Victoria, který musel rychle prchnout před domorodci, přičemž ztratil přes dvacet mužů a třetí loď, Concepción, musela být na útěku spálena. Výprava pokračovala na Borneo a pak Moluky, kde nabrali koření pro španělského krále. Avšak zchátralá vlajková loď Trinidad náklad neunesla a prohnilý trup praskl. Loď byla vytažena z vody a opravována. Na zpáteční cestu se tak vydala jen Victoria s padesátkou mužů. Trinidad byla opravena a pokusila se o návrat cestou zpět přes Pacifik, ovšem kvůli bouřím a nepříznivým větrům se musela navrátit zpět na Moluky. Byla však zajata portugalskou hlídkou. Z tohoto zajetí se zpět do Španělska vrátil roku 1527 pouze kapitán Gonzales de Espinoza se třemi muži.
Mezitím se Victoria plavila vodami Indického oceánu. Na tomto posledním, dlouhém úseku cesty loď žádná pohroma nepotkala až ke Kapverdám. Nicméně cestou zemřely další dvě desítky vyčerpaných námořníků. Na Kapverdách padlo třináct mužů do portugalského zajetí (později byli na přímluvu krále Karla I. propuštěni), a tak se kapitán del Cano vrátil do Španělska 6. září 1522 jen s jedinou lodí a s 18 muži na palubě.

### Písemné zprávy z průběhu výpravy
Zprávu o Magalhãesově a del Canově cestě přinesly zápisy italského rytíře Antonia de Pigafetty, který si po dobu plavby vedl vlastní deník. Nabízel je různým monarchům, předložil je papeži (1524) a odevzdal velmistrovi Řádu rhodských (později maltézských) rytířů, do něhož v roce 1523 vstoupil. Teprve na konci 18. století (1795) vyšel Pigafettův spis italsky a o pět let později ve francouzském překladu.
Další svědectví o Magalhãesově výpravě zachovaly rukopisné deníky lodivoda Franciska Alba, který se vrátil s del Canem, a zápisky janovského lodivoda Leona Pancalda, jenž prožil strastiplnou cestu Trinidadu Pacifikem.

## Výsledky výpravy
Král Karel V. se sice nad návratem výpravy zaradoval (ostatně prodejem přivezeného hřebíčku se mu vrátil dvojnásobek vložených investic), přesto se neubránil jistému zklamání: Magalhãesova teorie se nepotvrdila, cesta přes Pacifik na Moluky byla mnohem delší a nesnadnější než cesta Portugalců kolem Afriky. Král se přesto nejprve pokusil ještě několikrát na výpravu navázat, v roce 1525 vyslal flotu sedmi lodí (na jedné plul i del Cano), která kvůli nepřízni počasí postupně ztroskotala. Proto se Karel roku 1529 smlouvou v Zaragoze Moluk vzdal – za 350 000 dukátů posunul demarkační linii o 17° ve prospěch Portugalska.
Výprava významným způsobem přispěla k rozšíření geografických vědomostí a poprvé bylo možné poměrně přesně určit rozměry Země.[zdroj?]
Magalhãesovu výpravu s úspěchem zopakoval až roku 1580 Angličan Francis Drake.
Někteří badatelé předpokládají, že se Magalhães v letech 1521–1522 dostal do prostoru jižně od Filipín a byl tedy v okamžiku své smrti skutečně prvním mužem, který obeplul svět; navíc splnil hlavní úkol: nalezl cestu k Ostrovům koření plavbou západním směrem. Byl uznáván i svými námořníky.